# Cornelius Gobelius
Cornelius Gobelius (* 7. November 1570 in Bruttig; † 5. Juni oder 7. Juni 1611 in Heiligenstadt) war ein deutscher Weihbischof.

## Leben und Karriere
Cornelius Gobelius war von 1589 bis 1596 Zögling des deutschen Kollegiums in Rom, wo er auch in Theologie promovierte und 1596 die Priesterweihe empfing. Er wurde von Papst Clemens VIII. dem Mainzer Erzbischof Wolfgang von Dalberg besonders empfohlen. Dies verschaffte ihm 1596 in Mainz die beste Aufnahme. Er erhielt alsbald ein Kanonikat am Petersstift. Erzbischof Johann Schweikhard von Cronberg ernannte ihn 1606 zum Siegler und geistlichen Rat und zum Propst der Kirche B.M.V. in Erfurt. Zum Weihbischof von Thüringen und Titularbischof von Ascalon wurde Cornelius Gobelius am 14. Dezember 1609 in Erfurt berufen, die Bischofsweihe spendete ihm am 20. September 1610 Erzbischof Johann Schweikard von Cronberg. 1611 spendete er in Fulda das Sakrament der Priesterweihe und der Firmung.
Im Alter von 40 Jahren starb er an der Pest. Sein Leichnam ruht in der Stiftskirche ad St. Martinum in Heiligenstadt. Seine Bibliothek vermachte er dem Jesuitenkolleg Erfurt.